# Destino ultimo dell'universo
Il destino ultimo dell'universo, ovvero la questione se l'universo sia destinato a finire, e in caso affermativo come e quando si concluderà la sua evoluzione, è un tema fortemente dibattuto nella storia dell'umanità a livello mitologico, religioso e filosofico (vedi escatologia). Nel contesto della scienza moderna, esistono diverse teorie in merito.

## Teorie scientifiche sul destino dell'universo
Fino a poco tempo fa, anche la visione scientifica dell'universo era quella di un'esistenza eterna e senza cambiamenti. Dopo la scoperta di un universo in espansione (legge di Hubble) ad opera di Edwin Hubble all'inizio del XX secolo, la nozione di un inizio e, di conseguenza, di una fine fu all'improvviso soggetta all'investigazione scientifica.
Le teorie sull'universo possono essere divise in quattro categorie maggioritarie: 
- teorie dell'universo eterno: quelle per cui, nonostante le osservazioni, l'universo è eterno come prima si pensava con la teoria dello stato stazionario, la teoria della luce stanca, la cosmologia del plasma e l'universo statico; l'espansione e la gravità rimangono in equilibrio
- teorie dell'universo con esistenza apparentemente finita: in cui l'universo ha un inizio e una "fine"
- teorie del multiverso: in cui l'universo è parte di uno spazio più grande composto da tanti universi
- teorie dell'universo ciclico: in cui l'universo nasce e finisce per poi rinascere all'infinito

Il primo gruppo non è discusso in questo articolo, perché nega l'idea stessa di una fine dell'universo e spesso anche l'idea di un Big Bang come previsto dal modello standard della cosmologia. In queste teorie, qualche tipo di attività significativa può durare per sempre.
Tutte le teorie standard devono conciliarsi inoltre con la relatività generale, che fornisce uno sfondo teorico comune per le speculazioni cosmologiche. La maggior parte di queste teorie sono soluzioni delle equazioni della relatività generale, cambiando parametri come la densità media, la costante cosmologica, e così via. Le teorie scientifiche che non si riconoscono nella relatività e nella meccanica quantistica, oppure che negano il Big Bang e il modello standard della cosmologia (come la teoria dello stato stazionario o la cosmologia newtoniana) sono costituenti la cosiddetta cosmologia non standard, trattata nell'apposita voce.
Le teorie su nascita, sviluppo e destino dell'universo che accettano il modello standard si possono dividere anche in due gruppi maggioritari a seconda della tipologia di evoluzione prevista per il nostro universo in accordo con la relatività:
1. teorie inflazionarie (inflazione semplice, inflazione eterna, teoria delle bolle)
2. teorie dell'universo ciclico (universo oscillante, Big Bounce, cosmologia ciclica conforme, universo ecpirotico)

## Ruolo della forma dell'universo
Nel modello del Big Bang, il destino ultimo dell'universo dipende dalla sua forma, e dall'ammontare dell'energia oscura in esso presente.

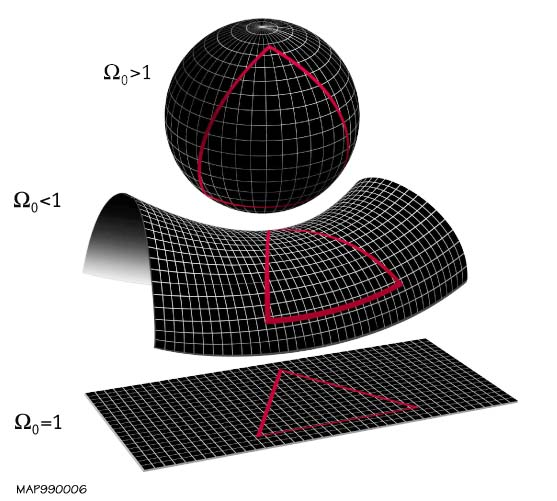
La geometria dell'universo è determinata dal valore di Ω, sia questo minore, uguale o maggiore a 1.

### Universo chiuso
Dato il parametro di densità (Ω), se Ω>1, la geometria dello spazio è chiusa come la superficie di una sfera. La somma degli angoli di un triangolo è maggiore di 180 gradi e non esistono rette parallele; tutte le rette si incontrano ad un certo punto. La geometria di questo universo è, su larga scala, ellittica.
In un universo chiuso, quando manca l'effetto repulsivo dell'energia oscura, la gravità fermerebbe l'espansione dell'universo, che inizierebbe quindi a collassare in un'unica singolarità (Big Crunch) analoga al Big Bang. Ad ogni modo, se l'universo contiene una grande quantità di energia oscura (come suggerito da recenti scoperte), l'espansione può continuare indefinitamente anche se Ω>1.

### Universo aperto
Se Ω<1, la geometria dello spazio è aperta, curva negativamente come la superficie di una sella. Gli angoli di un triangolo sommati danno un valore minore di 180 gradi, e le rette che non si incontrano non sono mai equidistanti; hanno un punto di distanza minima e continuano a separarsi. La geometria dell'universo è iperbolica.
Anche senza energia oscura, un universo curvo negativamente si espande indefinitamente, rallentando di poco il suo moto a causa della forza di gravità. Con l'energia oscura l'espansione non solo è continua, ma è pure in accelerazione. Le possibilità circa il destino ultimo di un universo aperto sono o il Big Freeze (e quindi una morte termica), o il Big Rip, in cui l'accelerazione provocata dall'energia oscura diventa così forte che supera gli effetti delle forze gravitazionale, elettromagnetica e nucleare debole.

### Universo piatto
Se la densità media dell'universo è esattamente uguale alla densità critica, ovvero Ω=1, allora la geometria dell'universo è piatta: come nella geometria euclidea la somma degli angoli di un triangolo è di 180 gradi, e le parallele sono sempre equidistanti e non si incontrano mai.
Senza energia oscura, un universo piatto si espande per sempre a un ritmo decrescente, raggiungendo asintoticamente lo zero. In presenza di energia oscura invece, l'espansione rallenta inizialmente, ma aumenta in seguito. Il destino ultimo di un universo piatto è simile a quello di un universo aperto: la morte termica, cioè un "Big Freeze", o il Big Rip. La maggior parte dei dati astrofisici sono interpretati come parte di un universo piatto. Però, secondo la teoria dell'inflazione eterna, sostenuta da dati osservativi, l'espansione continua comunque in maniera caotica (inflazione caotica) e in ogni direzione ma a densità diversa, fino a formare bolle di infiniti universi: alcuni sono destinati a finire in un Big Rip, altri no, e l'intero universo sarebbe eternamente esistente.

## Teorie sulla fine dell'universo
Il destino dell'universo è determinato dalla densità dell'universo, come visto sopra. La maggior parte delle prove raccolte finora, basate su misurazioni della velocità d'espansione e della densità di massa, sostengono che l'universo non collasserà, poiché spinto dall'energia oscura, una forza disgregante che per ora è più potente della materia oscura e della gravità, che sono invece forze attrattive.
I principali modelli evolutivi dell'universo più diffusi tra i cosmologi sono l'inflazione (specialmente la variante dell'inflazione eterna) e l'universo oscillante o modello ciclico.

### Teorie dell'universo con esistenza apparentemente finita

#### Big Freeze e morte termica
Il Big Freeze (o Big Chill) è uno scenario in cui la continua espansione provocherebbe un universo troppo freddo per sostenere la vita. Potrebbe avvenire nel caso di una geometria piatta o iperbolica, poiché tali sistemi sono condizione necessaria per la continua espansione dell'universo. La teoria è sostenuta, almeno per quanto riguarda l'universo osservabile, dalla maggioranza dei fisici e dei cosmologi.
L'universo raggiungerebbe uno stato di massima entropia in cui tutto risulterebbe essere omogeneo e non vi sarebbero gradienti. L'espansione accelerata a causa dell'energia oscura supera la gravità della materia oscura e della materia normale.
Per esempio, questa è una possibile cronologia, basata sulle teorie fisiche contemporanee, di un universo aperto che va incontro ad una morte termica:
- 1014 anni: tutte le stelle si sono raffreddate
- 1015 anni: tutti i pianeti si sono separati dalle stelle
- 1019 anni: la maggior parte delle stelle si è separata dalle galassie
- 1020 anni: le orbite di ogni tipo sono decadute a causa delle onde gravitazionali
- 1031 anni: decadimento del protone, se le teorie di grande unificazione sono giuste
- 1064 anni: i buchi neri stellari evaporano in base al processo di Hawking
- 1065 anni: tutta la materia è diventata un liquido allo zero assoluto
- 10100 anni: i buchi neri supermassicci evaporano in base al processo di Hawking (che però ha affermato che non tutte le informazioni scompaiano, per non violare le leggi della termodinamica)
- 101500 anni[senza fonte]: tutta la materia decade in ferro (se il protone non è decaduto prima)
- 10100 000 000 000 000 000 000 000 000 anni ({\displaystyle 10^{10^{26}}})[senza fonte]: limite inferiore affinché tutta la materia venga inglobata in buchi neri
- 1010 000 000 000 000 000 000 000 000 000 000 000 000 000 000 000 000 000 000 000 000 000 000 000 000 000 anni ({\displaystyle 10^{10^{76}}})[senza fonte]: limite superiore affinché tutta la materia venga inglobata in buchi neri.

Alla fine la materia e l'energia si dissolveranno anch'esse, i buchi neri assorbiranno il restante, evaporando poi tramite la radiazione di Hawking; solo i fotoni continueranno ad esistere, senza gravità. Alcuni scienziati, che accettano il modello, sostengono che il tempo si fermerà e si annulleranno le dimensioni e le distanze. Questa teoria è basata sulla costante di Hubble, ed è sostenuta da molti fisici, tra cui Alexei Filippenko (uno degli scopritori dell'energia oscura); era considerata verosimile anche da Margherita Hack. Con il multiverso è la teoria oggi più diffusa fra i fisici teorici. Stephen Hawking ha sostenuto che non si può affermare che l'universo ha avuto un vero inizio o che avrà una vera fine.

#### Futuro dell'universo espanso
Quello che succede oltre 101500 anni è speculativo. Se lo stato di vuoto corrente è un falso vuoto, il vuoto può decadere in uno stato di energia più bassa (disastro della metastabilità del vuoto).
Presumibilmente, gli stati estremi di bassa energia implicano che gli eventi quantici localizzati diventino fenomeni macroscopici maggiori piuttosto che trascurabili eventi microscopici, perché le perturbazioni più piccole fanno la differenza più grande in questa era (come accade negli stati anomali della materia, ad esempio il condensato di Bose-Einstein), quindi non si può dire cosa può accadere nello spazio o nel tempo. Si percepisce che le leggi della "macro-fisica" verranno meno e prevarranno le leggi della "fisica quantistica".
L'universo potrebbe evitare la morte termica attraverso il tunneling quantistico casuale, le transizioni quantistiche e le fluttuazioni quantistiche, data la probabilità non nulla di produrre un nuovo Big Bang in circa 10101056 anni, ossia ben prima dell'assorbimento di tutta la materia nei buchi neri dopo {\displaystyle 10^{10^{76}}}, e la loro evaporazione. 
In un tempo infinito potrebbe esserci una diminuzione spontanea dell'entropia, come predicibile dal teorema di ricorrenza di Poincaré, che predica come in certi momenti possa essere contraddetto il secondo principio della termodinamica.
Le possibilità di cui sopra sono basate su un semplice tipo di energia oscura simile ad una costante cosmologica o una forma di energia del vuoto, ma la fisica dell'energia oscura è ancora un'area di ricerca molto attiva e la forma attuale potrebbe essere molto più complessa, come nella cosiddetta teoria della quintessenza. Ad esempio, durante l'inflazione, l'energia oscura ha agito sull'universo in modo molto diverso rispetto a oggi, quindi è possibile che possa innescare un altro periodo inflazionistico in futuro. Fino a quando l'energia oscura non sarà meglio compresa, i suoi possibili effetti sono difficilissimi da prevedere o parametrizzare. C'è chi pensa che la quintessenza possa diminuire drasticamente, facendo smettere l'accelerazione e l'espansione.
Ci sono quattro principali scenari del nostro universo dopo una morte termica:
1. Un universo vuoto, immobile e freddo per sempre
2. Il falso vuoto
3. Il modello di Baum-Frampton
4. L'universo ciclico

#### Big Rip
Nel 2003, la rivista inglese New Scientist pubblicò un articolo di Robert R. Caldwell, Marc Kamionkowski e Nevin N. Weinberg in cui essi, in base ad alcune osservazioni, facevano l'ipotesi che la fine dell'universo possa avvenire come un "Big Rip" (Grande Strappo), che distruggerebbe la struttura fisica dell'universo.
In un universo aperto, la relatività generale prevede che questo avrà un'esistenza futura indefinita, ma che raggiungerà una condizione in cui la vita, come la intendiamo noi, non potrà esistere. In questo modello la costante cosmologica causa un'accelerazione del ritmo di espansione dell'universo.
Portata all'estremo, un'espansione costantemente accelerata significa che ogni oggetto fisico dell'Universo sarà alla fine fatto a pezzi e quindi ridotto a particelle elementari non legate tra loro. Lo stato finale sarà un gas di fotoni, leptoni e protoni (o solo i primi due se il protone decade) che diventerà sempre meno denso. Le implicazioni finali possono essere le stesse del Big Freeze: un universo freddo e inerte per sempre o qualcosa di nuovo. Pur essendo una versione accelerata dal Big Freeze, anche lo spazio vuoto qui verrà distrutto e lo spaziotempo svanirà; allo stato attuale molti fisici però credono che non si verificherà, poiché l'energia oscura non supera di così tanto la gravità da causare un Big Rip, ma il rapporto è inferiore, quindi al massimo potrebbe causare il Big Freeze.

##### Modello di Baum-Frampton
Lauris Baum e Paul H. Frampton hanno proposto un ulteriore modello di universo ciclico, strettamente collegato al Big Rip; il modello di Baum-Frampton implica che un piccolissimo istante prima del Big Rip implicante la completa distruzione del tessuto cosmico dello spaziotempo, dell'ordine di 10^(-27) secondi, lo spazio si dividerebbe in un gran numero di volumi indipendenti. Questi volumi di spazio sono correlati a “universi osservabili”, che vengono contratti ad una dimensione estremamente piccola, dell'ordine della lunghezza di Planck. Ognuno di tali volumi di spazio non conterrebbe materia o energia per la presenza del Big Rip, quindi - come nel modello di Penrose - l'entropia in ogni singolo volume si ridurrebbe praticamente a zero, rimanendo sostanzialmente inalterata durante questa contrazione. Successivamente il modello seguirebbe lo scenario del “Big Bang”, con entropia nuovamente crescente a causa dell'inflazione cosmica nella creazione dell'universo. Questo accadrebbe in ogni “volume” di spazio derivato dall'universo originale, traducendosi in un numero straordinariamente grande, ma finito, di nuovi universi.

#### Big Crunch

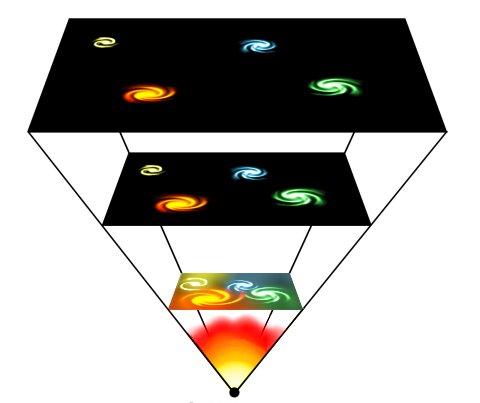
Il Big crunch

La teoria del Big Crunch è una visione simmetrica della vita dell'Universo. Così come il Big Bang ha iniziato un'espansione cosmologica, questa teoria suppone che la densità media dell'Universo sia sufficiente a fermare l'espansione e ad iniziare una contrazione cosmica. Il fisico Andrej Linde è possibilista su questa teoria.
Non si sa bene quale sarebbe il risultato: una semplice estrapolazione vedrebbe tutta la materia e lo spazio-tempo dell'Universo collassare in un punto matematico, una singolarità gravitazionale adimensionale, ma a queste scale occorrerebbe considerare gli effetti della meccanica quantistica, ignorati dalla relatività generale. Alcuni usano quest'opportunità per postulare un universo oscillante, che inizia di nuovo ad espandersi (vedi anche: Gravità quantistica).
Questo scenario non elimina la teoria che il Big Bang fosse preceduto da un Big Crunch di un universo precedente. Se ciò avviene ripetutamente si ha un universo oscillante. L'universo potrebbe quindi consistere di un'infinita sequenza di universi finiti, ognuno dei quali finito con un Big Crunch coincidente con il Big Bang del successivo. Sarebbe a questo punto inutile distinguere un Big Bang da un Big Crunch, e si parlerebbe di singolarità ricorrenti.

### Multiverso
Dal punto di vista scientifico il concetto di multiverso è stato proposto in modo rigoroso per la prima volta da Hugh Everett III nel 1957 nell'interpretazione a molti mondi della meccanica quantistica.
L'ipotesi è fonte di disaccordo nella comunità dei fisici. Alcuni fisici dissentono, e affermano che la teoria deve essere oggetto di appropriati studi scientifici. Tra i sostenitori di almeno uno dei modelli del multiverso ci sono Stephen Hawking, Steven Weinberg, Brian Greene, Max Tegmark, Andrej Linde e Alex Vilenkin. Tra coloro che non accettano l'ipotesi o la criticano ci sono David Gross, Paul Steinhardt (che un tempo la condivideva), e Paul Davies, i quali affermano che la questione è più filosofica che scientifica, o addirittura che la teoria del multiverso è dannosa per la fisica teorica, o che si tratti di pseudoscienza.

#### Mondo-brana
Lo scenario del multiverso (o dell'universo parallelo) vuole che, mentre il nostro universo abbia una fine, questo sia uno di tanti universi. La fisica del multiverso potrebbe permettere a questo di esistere indefinitamente. In particolare, altri universi potrebbero essere soggetti a leggi fisiche diverse da quelle del nostro universo; questo è collegato alla teoria delle stringhe e delle brane, sostenuta da Michio Kaku, Gabriele Veneziano, Neil Turok e molti altri. Con il Big Freeze e l'inflazione, è oggi la teoria più diffusa negli ambienti dei fisici teorici. In quanto simile agli infiniti universi di Smolin, i critici del multiverso affermano che non ci sono evidenze o che sarebbe un'applicazione fuori sede, e forzata, delle teorie biologiche di Charles Darwin, basata solo su calcoli teorici ed equazioni, mentre l'inflazione caotica è verificabile sperimentalmente. Kaku afferma che la teoria delle stringhe non va contro il Big Bang e l'inflazione cosmica, ma vuole spiegare cosa le ha causate, cioè una sorta di ecpirosi denominata Big Splat. Turok ha proposto che l'ecpirosi sia ciclica.

#### Selezione cosmologica
Secondo alcuni, come Stephen Hawking (Buchi neri e universi neonati), i buchi neri assorbiranno tutto quello che rimane, e, forse, potranno dare origine, con tutta la materia assorbita, ad un corrispondente buco bianco e, quindi, a nuovi universi. Hawking afferma anche che possono essere nati moltissimi universi contemporanei, dei quali solo alcuni adatti alla vita, a causa della legge di probabilità (teoria M, legata al multiverso e alla teoria delle stringhe: cfr. paragrafi successivi), che tuttavia non sono nati da tanti Big Bang (nel senso di esplosioni). Secondo una sua teoria, sviluppata con James Hartle, l'universo non ha veri confini, ma il suo destino dipende, come detto, dal fatto che sia aperto o chiuso. Il Big Bang è sostituito da uno stato paragonabile ai confini di una sfera, che supera il problema della singolarità. Questo modello è basato sulla cosmologia quantistica e la gravità quantistica, ma utilizza una geometria complessa quadridimensionale, con una particolare unità detta istantone. La teoria affronta la nascita dell'universo, ma la fine seguirà le altre teorie: un'inflazione infinita e nuovi universi, un "rimbalzo" o lo strappo del tessuto dello spaziotempo. Per Neil Turok, lo sbocco ideale di questa teoria non è l'inflazione ma il mondo-brana.
La teoria "evoluzionistica", è sostenuta da Lee Smolin, pur con le sue specificità. I lampi gamma dei buchi neri vengono paragonati a segnali dell'universo originario o "genitore". Questa teoria è affine a quella del buco nero primordiale ma è chiamata selezione naturale cosmologica.

#### Falso vuoto

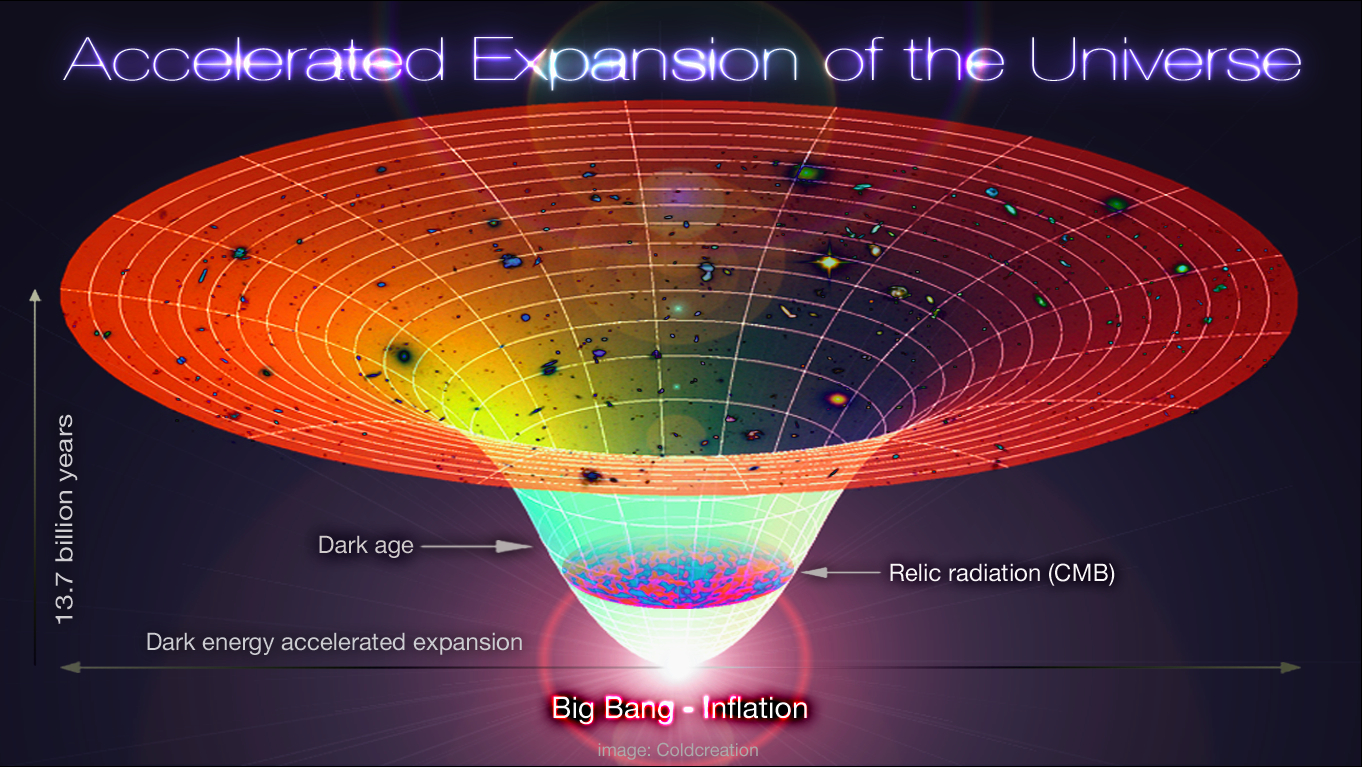
Rappresentazione dell'inflazione secondo il modello standard della cosmologia

L'inflazione eterna è un modello di inflazione cosmologica dell'universo, previsto da alcune estensioni della teoria del Big Bang. Nelle teorie dell'inflazione eterna, la fase di espansione accelerata dell'universo continua per sempre almeno in alcune regioni dell'universo. Dato che queste regioni si espandono a tassi esponenziali, l'intero volume dell'universo cresce indefinitamente e sempre più rapidamente, fino al Big Rip (modello base) o alla riproduzione di un nuovo universo (modello di Andrej Linde).
L'inflazione eterna è prevista da molti modelli differenti di inflazione cosmica. Il modello originale di Alan Guth di inflazione includeva una fase di "falso vuoto" con energia del vuoto positiva. Parti dell'universo in quella fase si espandono inflativamente e solo occasionalmente decadono ad uno stato di energia minore, non inflazionario, chiamato anche stato fondamentale.
Il fisico Andrej Linde ha proposto una variante detta inflazione caotica o teoria delle bolle, in cui i picchi nell'evoluzione di un campo scalare, che determina l'energia del vuoto, corrispondono a regioni in cui l'inflazione domina.
Queste teorie sono basate sulla relatività generale e sulla meccanica quantistica, in particolare sugli studi di gravità quantistica e sulla teoria quantistica dei campi.
1) La teoria delle bolle

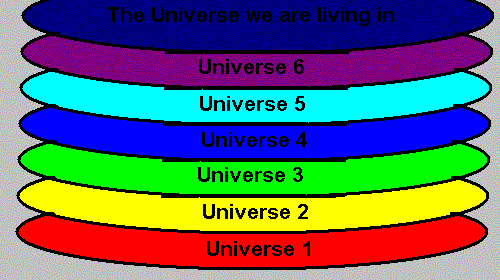
Rappresentazione di un grande e infinito universo (multiverso o superuniverso): gli "universi a bolla", ogni disco è un universo con costanti fisiche diverse da quelle degli altri. Quest'immagine illustra il concetto di come il nostro universo possa essere solo uno tra molte (forse infinite) bolle.

Nella teoria delle bolle, sostenuta da Andrej Linde riprendendo alcune teorie del passato (come quelle di Alan Guth, basate anche sui lavori e gli studi di Stephen Hawking), ogni bolla inflazionaria di questa "schiuma quantica" è invece un universo (come il nostro), collegato ad altri universi tramite i cunicoli spazio-temporali teorizzati da Einstein; alcuni di questi universi sono abitabili, altri no, e ognuno ha la sua storia ed evoluzione specifica, passata e futura. Linde chiama questo modello, scherzosamente, "universo a formaggio svizzero" o a "coppa di champagne". L'inflazione teorizzata da Linde è chiamata inflazione caotica o inflazione eterna. Oltre l'universo osservabile, lo spaziotempo può essere ancora in uno stato di inflazione, con altri universi “bolla” che si formano ogni volta che in qualche punto l'inflazione si ferma.
Se il nostro universo fosse l'unico esistente, si avrebbe quindi bisogno di una spiegazione scientifica del perché sembra così ben calibrato per consentire un certo ordine e la vita biologica (anche perché altrimenti non esisterebbe). Se invece non è che uno dei tanti esistenti, ognuno di essi può avere parametri differenti e differenti costanti, e solo a un universo (o a pochi) è capitato di avere valori tali che hanno permesso la vita.

Il falso vuoto è uno stato di energia superiore metastabile collocato attorno ad un minimo locale del potenziale. L'intero spazio-tempo secondo i modelli di inflazione eterna dovrebbe trovarsi nel falso vuoto, alcune regioni di esso mano a mano collassano nel vuoto vero, generando bolle che corrispondono a vari possibili universi, fra cui il nostro.

Alcuni risultati di osservazione e sperimentazione confermerebbero a grandi linee questa teoria, verificando la teoria inflazionistica, tramite le onde gravitazionali, che conduce, secondo Linde e Alan Guth, alla variante di un multiverso a bolle. Il nostro universo (o la parte da noi visibile e osservabile, che non è che una piccolissima zona dell'esistente, il cosiddetto universo osservabile) può quindi spegnersi nel Big Freeze o "distruggersi" in un Big Rip o Big Freeze, ma questo non accadrà in altre zone del multiverso (o dell'universo stesso).
Le regioni formate dall'inflazione caotica si espandono a tassi esponenziali, l'intero volume dell'universo cresce indefinitamente e sempre più rapidamente. Quindi l'universo sarebbe infinito ed eterno e autoriproducente; finiti e osservabili sono solo alcune parti di esso.
2) Il possibile nuovo Big Bang

Esempio di collasso del falso vuoto in un sistema metastabile: 1) La configurazione è inizialmente stabile (minimo locale di energia); 2) (regione di alta instabilità): il sistema compie una transizione. 3) Il sistema collassa a uno stato di massima stabilità (energia minima)

Questo concetto è strettamente collegato alla teoria delle bolle e alla meccanica quantistica. L'inflazione eterna è prevista da molti modelli differenti di inflazione cosmica. Il modello originale di Alan Guth di inflazione includeva una fase di "falso vuoto" con energia del vuoto positiva. Se il vuoto non è lo stato a minore energia (un falso vuoto quindi), potrebbe collassare nello stato a minore energia. Ciò prende il nome di disastro della metastabilità del vuoto. Questo fatto cambierebbe completamente il nostro universo; le costanti fisiche potrebbero avere valori diversi, che altererebbero le basi della materia. Parti dell'universo in quella fase si espandono inflativamente e solo occasionalmente decadono occasionalmente ad uno stato di energia minore, non inflazionario, chiamato anche stato fondamentale. Nell'inflazione caotica i picchi nell'evoluzione di un campo scalare sono le regioni in cui vi è l'inflazione.
Il falso vuoto dovrebbe decadere esponenzialmente, tuttavia le bolle di falso vuoto potrebbero anche espandersi esponenzialmente in modo tale che una regione dominata dal falso vuoto non sparisce mai. In queste regioni di falso vuoto occasionalmente potrebbero crearsi nuove bolle, e quindi nuovi universi, come semplice risultato del decadimento del falso vuoto. Il periodo inflativo dell'universo continua quindi a perdurare per sempre in diverse regioni dello spazio tempo. L'universo che noi effettivamente osserviamo sarebbe quindi solo una delle possibili bolle che si sono sviluppate, molti altri universi anche simili al nostro sarebbero quindi possibili. Talvolta le bolle possono toccarsi e influire sullo spaziotempo con nuova produzione di energia. Con il Big Freeze e le stringhe, queste teorie sono le più diffuse negli ambienti dei fisici teorici.
Alle scale più piccole (quantistiche, come la lunghezza di Planck), lo spazio ribollirebbe a causa di fluttuazioni di energia e transizioni di fase: questo può causare la scomparsa di un universo precedente, o cambiarne le leggi come avvenuto col campo di Higgs, o generare un nuovo Big Bang (qua entra in gioco anche la questione se il tempo sia o no una grandezza infinita; se sia possibile misurarlo sempre, ecc.); ci si trova in un falso vuoto, in quanto in fisica quantistica, a differenza che nella teoria della relatività generale, non esiste il vuoto o il nulla, nemmeno in caso di Big Rip o morte termica dell'universo. Il fenomeno del ribollire è forse dovuto al principio di indeterminazione di Heisenberg, e uno dei suoi effetti è la schiuma quantica. Lo spaziotempo infatti sarebbe "schiumoso" e impossibile da lacerare e distruggere anche per l'energia oscura. Da questa schiuma quantistica, presente nella teoria dell'inflazione cosmologica, ha origine l'universo secondo la teoria delle bolle e quella del falso vuoto.

### Modelli ciclici

#### Cosmologia ciclica conforme

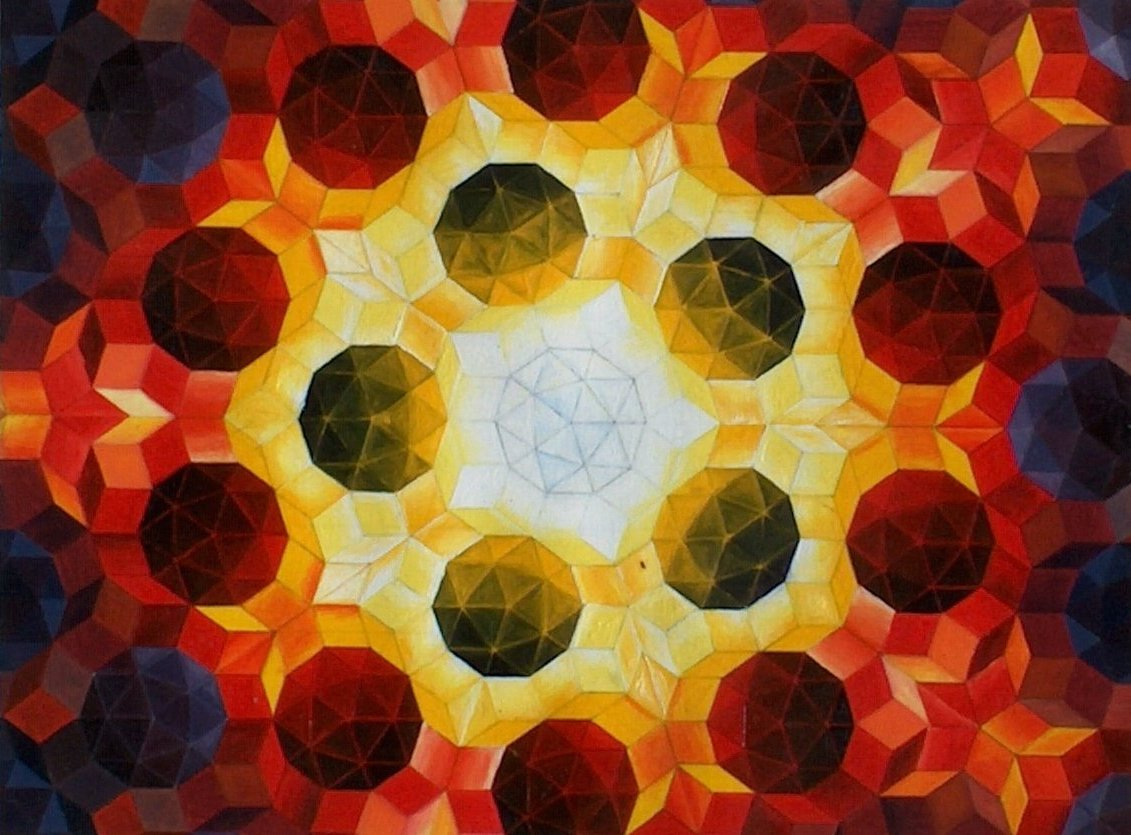
Dipinto ad olio di Urs Schmid (1995) raffigurante una tassellatura di Penrose

Il modello della Cosmologia ciclica conforme (CCC) è stato proposto dal 2001 in poi da Roger Penrose. Secondo Penrose, un tempo sostenitore della teoria del "nulla prima del Big Bang" (che sostituì quella sostenuta dal suo maestro, Dennis Sciama, la teoria dello stato stazionario di Fred Hoyle e altri), afferma nel libro Dal Big Bang all'eternità che l'infinitamente piccolo allora - forse - equivarrà all'infinitamente grande, e l'universo apparentemente freddo e morto potrebbe così dare origine, per effetto dell'annullamento delle leggi fisiche precedenti, ad un nuovo Big Bang (la bassa entropia sarebbe la stessa della nascita del primo universo), anche se diverso da quello della teoria del Big Bounce. L'attuale universo sarebbe uno degli infiniti "eoni" (ognuno della durata di 10100, ovvero 1 seguito da 100 zeri, un numero chiamato Googol) che costituiscono l'eterno universo; non vengono esclusi né l'inflazione né il multiverso. Penrose afferma che la prova sarebbe contenuta nella radiazione di fondo, e nelle onde concentriche scoperte in essa, che sarebbero i residui materiali degli universi precedenti.

#### Big Bounce
Il Big Bounce ("grande rimbalzo"), riproposizione della vecchia teoria sostenuta da Einstein dell'universo oscillante, prevede che la gravità faccia contrarre in un Big Crunch e poi esplodere l'universo all'infinito, e che l'espansione, l'accelerazione o l'inflazione non possano essere infinite. Propone nuovi tipi di gravitazione, come la gravità quantistica a loop (teoria che fu sviluppata da Lee Smolin e Carlo Rovelli ed è parte della cosmologia quantistica), il fatto che l'energia oscura si possa esaurire o una teoria ecpirotica (chiamata così dal termine "ecpirosi", la conflagrazione ciclica della filosofia eraclitea e stoica) diversa da quella di Neil Turok e Paul Steinhardt. Sostenitori di questa teoria del rimbalzo sono Martin Bojowald, Param Singh, Leonardo Fernández e Ruth Lazkoz, che mettono in discussione (specialmente Singh, che ha elaborato una nuova matematica della gravità che punta a mettere d'accordo la quantistica, la gravitazione e la relatività generale) la teoria della singolarità iniziale.
Singh si pone ancora più avanti, affermando che il Big Bang - come comunemente inteso - non è mai avvenuto, ponendosi quindi nel gruppo variegato di sostenitori delle cosmologie non standard; inoltre sostiene che la gravità quantistica a loop risolva il problema della singolarità e dell'energia oscura in maniera coerente.
Il modello ciclico oscillante, almeno nella sua formulazione più classica, sarebbe smentito da alcune osservazioni del 2014, secondo Neil Turok direttore del Perimeter Institute (dove lavora anche Param Singh), opinione non pienamente condivisa da altri studiosi.

## Prime evidenze sperimentali di universo infinito

### Possibile verifica dell'inflazione
Come detto, il 17 marzo 2014 gli astrofisici John Kovac e Chao-Lin Kuo, dell'Università di Harvard (Boston), hanno presentato alcune prove che l'universo, dopo il Big Bang, ha subìto una inflazione. Sono le evidenze che trasformano l'ipotesi dell'universo inflazionario in una teoria verificata sperimentalmente, il che, secondo Andrej Linde, Alan Guth e altri (non coinvolti direttamente con lo studio, ma che hanno formulato la fisica teorica inflazionaria), è la prova che i calcoli teorici della teoria dell'inflazione eterna e caotica (non un'esplosione o un'inflazione ordinata, ma una dilatazione iniziale superiore a quella della velocità della luce), la base per la teoria delle bolle che generano eternamente universi (in quanto espansi con velocità differenti), sono veritieri. L'energia oscura sarebbe una delle forze di questo fenomeno.
La perfezione cosmica di alcune leggi (fine-tuned Universe), atte a favorire la nascita della vita, spingerebbe quindi a scegliere, secondo la maggioranza dei fisici, o la teoria probabilistica degli universi infiniti (simile all'evoluzionismo), o la teoria dell'universo progettato apposta (quindi una sorta di creazionismo o disegno intelligente): la seconda non è però scienza ma fede, mentre la prima è scientifica e ha una buona possibilità di essere veritiera, come è stato osservato da Stephen Hawking.
Quindi, secondo queste ultime osservazioni, l'universo (o il multiverso, o ciò che esiste) ha forse avuto un qualche inizio - ma potrebbe anche non averlo - e probabilmente esso e la materia/energia non avranno mai una fine, come indicano anche le leggi di conservazione della massa di Antoine Lavoisier. L'inflazione caotica di Linde e Guth viene anche ad assomigliare alla teoria dello stato stazionario di Fred Hoyle, una teoria oggi considerata non standard. Guth, Linde e altri hanno osservato che se l'inflazione è veritiera, allora è reale - con alta probabilità - anche il multiverso, in quanto modelli teorici inflazionari senza multiverso sono fattibili, ma molto difficili da costruire e l'inflazione caotica è uno dei pochi che regge il confronto con i dati.
Sebbene una teoria dell'inflazione sia abbastanza accreditata tra la comunità scientifica e abbia ricevuto delle prime evidenze sperimentali, nel 19 settembre 2014 il team di scienziati responsabili del satellite Planck ha pubblicato un lungo articolo in cui era ridimensionato il valore di queste prove, attribuendo la maggior parte del segnale ricevuto dagli astrofisici di Boston alla polvere galattica presente in tutto l'universo. Questo non significa che la teoria dell'inflazione non sia più considerata valida ma che una prova scientifica per la suddetta teoria deve ancora essere scoperta, e a tal proposito i due team hanno deciso di unirsi per trovare un segnale valido.

## La vita in un Universo mortale
Alcuni fisici famosi hanno speculato che una civiltà avanzata potrebbe usare un ammontare finito di energia per sopravvivere un tempo effettivamente infinito. La strategia è quella di avere brevi periodi di attività, alternati da periodi di ibernazione sempre più lunghi (vedi la voce sulla civiltà eterna di Dyson).
Anche il contrario è vero, per una civiltà che si trovasse nel mezzo del Big Crunch. Qui, un ammontare infinito di tempo soggettivo può essere estratto dal tempo finito rimanente, usando l'enorme energia del Big Crunch per "accelerare" la vita più di quanto il limite si stia avvicinando (vedi la teoria del punto Omega di Frank J. Tipler).
Anche se possibile in teoria (Singolarità tecnologica), non è ben chiaro se possa esistere una possibilità pratica di utilizzare tali meccanismi, per quanto avanzata possa essere una civiltà.

## Cultura di massa
- Fry il ritardatario, episodio della serie animata Futurama di Matt Groening, scritto da Lewis Morton e diretto da Peter Avanzino.

### Letteratura
- Isaac Asimov, L'ultima domanda
- Giacomo Leopardi, Cantico del gallo silvestre:

### Fisici
- Freeman Dyson, fisico e matematico
- Alan Guth, fisico e cosmologo
- Andrej Linde, fisico
- Frank J. Tipler, fisico matematico
- Stephen Hawking, fisico teorico e cosmologo
- Neil Turok, fisico matematico
- Lee Smolin, fisico matematico
- Roger Penrose, fisico teorico, matematico e cosmologo
- Albert Einstein, fisico, padre della teoria della relatività
- Fred Hoyle, fisico teorico
- Edwin Hubble, fisico
- Michio Kaku, fisico e docente universitario
- Saul Perlmutter, fisico e cosmologo
- Brian P. Schmidt, fisico e cosmologo
- Adam Riess, fisico e cosmologo
- Alexei Filippenko, astronomo e cosmologo